# Sotillo del Rincón
Sotillo del Rincón ist ein Ort und eine Gemeinde (municipio) mit nur noch 175 Einwohnern (Stand: 2024) im Norden der Provinz Soria in der Autonomen Gemeinschaft Kastilien-León. Die Gemeinde gehört zur bevölkerungsarmen Serranía Celtibérica. Neben dem Hauptort Sotillo del Rincón gehören die Ortschaften Aldehuela del Rincón und Molinos del Rincón zur Gemeinde.

## Lage
Sotillo del Rincón liegt in der von Felsen und Hügeln durchsetzten Hochebene (meseta) im Norden der Provinz Soria in einer Höhe von ca. 1100 m. Die Entfernung zur südsüdöstlich gelegenen Provinzhauptstadt Soria beträgt knapp 19 km (Fahrtstrecke). Das Klima ist gemäßigt; Regen (ca. 777 mm/Jahr) fällt überwiegend im Winterhalbjahr.

## Bevölkerungsentwicklung
| Jahr      | 1970 | 1981 | 1991 | 2001 | 2011 | 2021 |
| Einwohner | 364  | 199  | 178  | 231  | 220  | 178  |

Die zunehmende Mechanisierung der Landwirtschaft, die Aufgabe bäuerlicher Kleinbetriebe (Höfesterben) und der daraus resultierende Verlust an Arbeitsplätzen haben in hohem Maße zum deutlichen Rückgang der Bevölkerung beigetragen (Landflucht).

## Sehenswürdigkeiten
- Kirche Mariä Geburt in Sotillo del Rincón
- Johanniskirche in Aldehuela del Rincón
- Vinzenzkirche in Molinos del Rincón
- Josephskapelle in Molinos del Rincón